# Lee Ya-hsuan
Dit is een Taiwanese naam; de familienaam is Lee.
Lee Ya-hsuan (Taipei, 20 juli 1995) is een tennisspeelster uit Taiwan. Haar favoriete ondergrond is hardcourt. Zij speelt rechtshandig en heeft een tweehandige backhand.

## Loopbaan

### Enkelspel
Lee debuteerde in 2010 op het ITF-toernooi van Taipei (Taiwan). Zij stond in 2011 voor het eerst in een finale, op het ITF-toernooi van Taipei – zij verloor van landgenote Juan Ting-fei. In 2013 veroverde Lee haar eerste titel, op het ITF-toernooi van Taipei, door de Japanse Kanae Hisami te verslaan. Tot op heden(juli 2020) won zij elf ITF-titels, de meest recente in 2019 in Kioto (Japan).
In 2012 speelde Lee voor het eerst op een WTA-hoofdtoernooi, op het toernooi van Taipei. Haar beste resultaat op de WTA-toernooien is het bereiken van de tweede ronde, op het toernooi van Hongkong in 2015.

### Dubbelspel
Lee was in het dubbelspel minder actief dan in het enkelspel. Zij debuteerde in 2010 op het ITF-toernooi van Taipei (Taiwan), samen met landgenote Lee Pei-chi. Zij stond in 2012 voor het eerst in een finale, op het ITF-toernooi van Taipei, samen met landgenote Hsu Ching-wen – zij verloren van het Taiwanese duo Kao Shao-yuan en Lee Hua-chen. In 2015 veroverde Lee haar eerste titel, op het ITF-toernooi van Aurangabad (India), samen met de Thaise Varatchaya Wongteanchai, door het evt Taiwanese duo Hsu Ching-wen en Lee Pei-chi te verslaan. Tot op heden(juli 2020) won zij zeven ITF-titels, de meest recente in 2019 in Kioto (Japan).
In 2012 speelde Lee voor het eerst op een WTA-hoofdtoernooi, op het toernooi van Taipei, samen met landgenote Hsu Ching-wen. Zij bereikten er de tweede ronde. Zij stond in 2016 voor het eerst in een WTA-finale, op het toernooi van Dalian, samen met de Japanse Kotomi Takahata – hier veroverde zij haar eerste titel, door het koppel Nicha Lertpitaksinchai en Jessy Rompies te verslaan. Haar tweede titel won zij op het WTA-toernooi van Taipei 2019, met landgenote Wu Fang-hsien aan haar zijde. In 2020 had zij haar grandslamdebuut, op het Australian Open, weer met Wu Fang-hsien.

### Tennis in teamverband
In de periode 2014–2019 maakte Lee deel uit van het Taiwanese Fed Cup-team – zij behaalde daar een winst/verlies-balans van 3–13.

## Posities op deWTA-ranglijst
Positie per einde seizoen:
| jaar | rang enkelspel | rang dubbelspel |
| ---- | -------------- | --------------- |
| 2011 | 863            | –               |
| 2012 | 1000           | 563             |
| 2013 | 442            | 354             |
| 2014 | 381            | 456             |
| 2015 | 214            | 214             |
| 2016 | 326            | 151             |
| 2017 | 320            | 316             |
| 2018 | 272            | –               |
| 2019 | 305            | 350             |

## Palmares
| Legenda                 |
| ----------------------- |
| Grandslamtoernooi       |
| Olympische Spelen       |
| Year-End Championships  |
| Premier Mandatory       |
| Premier Five / WTA 1000 |
| Premier / WTA 500       |
| International / WTA 250 |
| Challenger / WTA 125    |

### WTA-finaleplaatsen enkelspel
geen

### WTA-finaleplaatsen vrouwendubbelspel
| nr.              | finale     | toernooi   | ondergrond | partner         | tegenstandsters                      | score            |         |
| ---------------- | ---------- | ---------- | ---------- | --------------- | ------------------------------------ | ---------------- | ------- |
| gewonnen finales |            |            |            |                 |                                      |                  |         |
| 1.               | 2016-09-11 | WTA Dalian | hardcourt  | Kotomi Takahata | Nicha Lertpitaksinchai Jessy Rompies | 6-2, 6-1         | details |
| 2.               | 2019-11-17 | WTA Taipei | tapijt (i) | Wu Fang-hsien   | Dalila Jakupović Danka Kovinić       | 4-6, 6-4, [10-7] | details |
| verloren finales |            |            |            |                 |                                      |                  |         |
| geen             |            |            |            |                 |                                      |                  |         |

## Resultaten grandslamtoernooien
| Legenda | Legenda                          |
| ------- | -------------------------------- |
| g.t.    | geen toernooi gehouden           |
| l.c.    | lagere categorie                 |
| –       | niet deelgenomen                 |
| G       | uitgeschakeld in de groepsfase   |
| 1R      | uitgeschakeld in de eerste ronde |
| 2R      | uitgeschakeld in de tweede ronde |
| 3R      | uitgeschakeld in de derde ronde  |
| 4R      | uitgeschakeld in de vierde ronde |
| KF      | uitgeschakeld in de kwartfinale  |
| HF      | uitgeschakeld in de halve finale |
| F       | de finale verloren               |
| W       | het toernooi gewonnen            |
| w-v     | winst/verlies-balans             |

### Enkelspel
geen deelname

### Vrouwendubbelspel
| toernooi        | 2020 |
| --------------- | ---- |
| Australian Open | 1R   |
| Roland Garros   |      |
| Wimbledon       |      |
| US Open         |      |